# 阿爾科謝蒂
38°45′N 8°58′W / 38.750°N 8.967°W

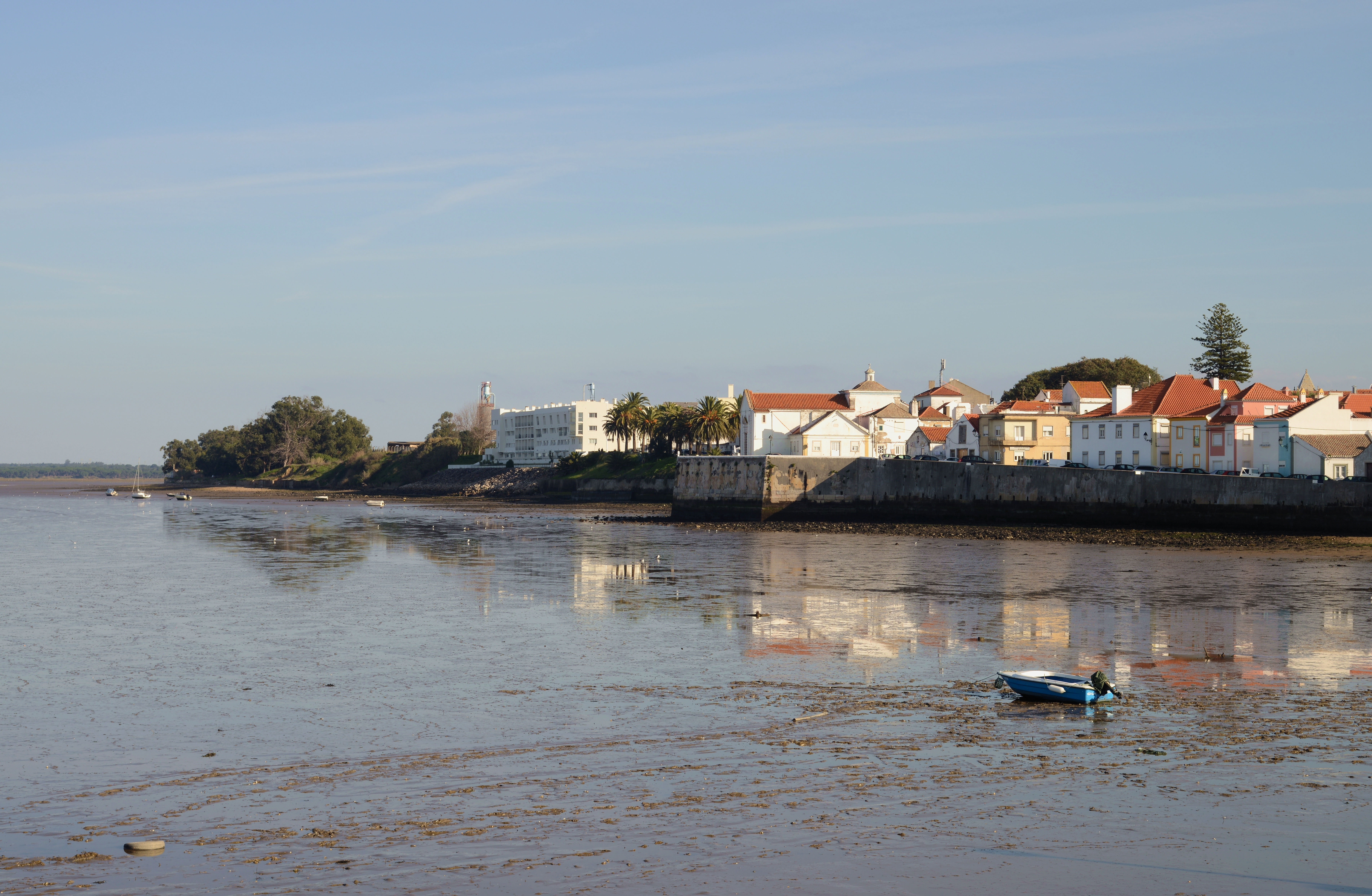

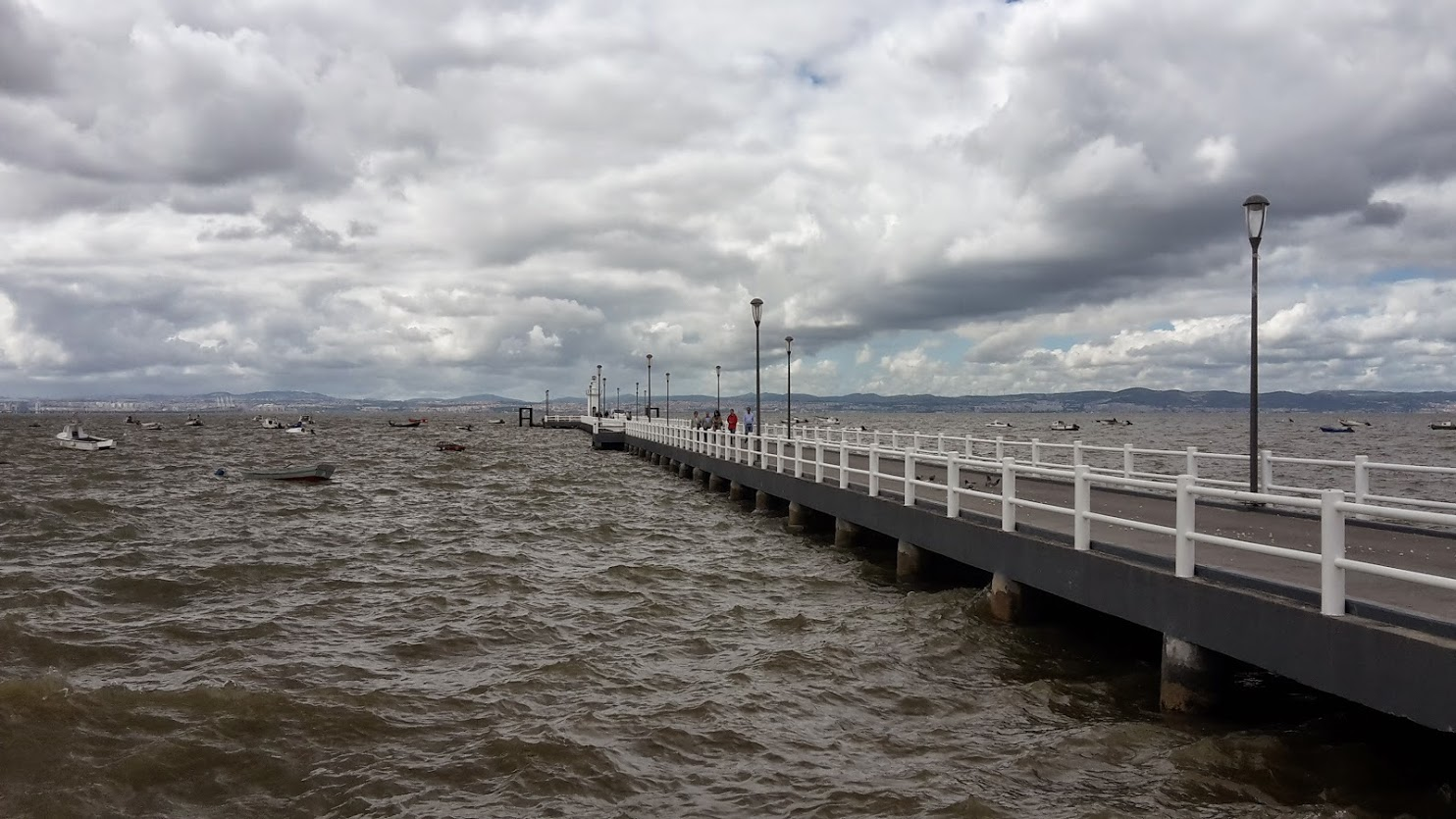

阿爾科謝蒂（葡萄牙語：Alcochete），是葡萄牙的城鎮，位於該國中南部，由塞圖巴爾區負責管轄，始建於1515年1月7日，面積128.36平方公里，2011年人口17,569，人口密度每平方公里136.87人。